# Baita Marino Pederiva
Baita Marino Pederiva je malá horská chata nalézající se v nadmořské výšce 2275 m na jižním okraji horské skupiny Rosengarten na katastru obce Vigo di Fassa.

## Informace
Horská chata se nachází na jižním konci masivu Rosengarten, v místě, které je výborným výchozím bodem pro mnoho turistických a horolezeckých tůr v této horské skupině.
V těsné blízkosti chaty se nachází další horská chata Rotwandhütte.

## Přístupnost
- Od rifugia Ciampedie, cestou No. 545; 4,5 km, 2 hodiny.
- Od obce Vigo di Fassa, cestou No. 547; 5 km, 2,30 hodin.
- Od průsmyku Costalunga pěšky cestou No. 548; 3,5 km, 1,30 hodin.
- lanovkou na rifugio Paolina-Hütte a odtud pěšky cestou No. 549; 2 km, 0,45 hodin.

## Horské přechody
- Vajolethütte, cesta No. 541; 6,5 km, 2,45 hodin.
- Rifugio Fronza alle Coronelle, cesty No. 541, 550, 6 km, 3 hodiny.
- Rifugio Gardeccia, cesty No. 541, 550, 6 km, 2,30 hodin.